# Mauritz Posse
För andra betydelser, se Mauritz Posse (olika betydelser).
Mauritz Posse, född 1712 i Lübeck, död 19 juli 1787, var en svensk greve, militär, diplomat, ämbetsman och politiker.

## Biografi
Posse föddes i Lübeck som son till landshövdingen friherre Nils Posse av ätten Posse af Säby och friherrinnan Henrietta Beata Horn. Han utnämndes 1732 till fänrik vid Livgardet men gick med kunglig tillåtelse i fransk krigstjänst och deltog i fransmännens fälttåg mot Rhen och Mosel 1735. Efter sin hemkomst befordrades han 1739 till löjtnant, 1745 till kapten och utnämndes 1749 till överste för ett värvat regemente, Posseska regementet, som han själv satte upp. 1752 blev han envoyé vid det kejserliga ryska hovet och 1760 chef för Savolax infanteriregemente och generalmajor. Återkallad från sin ministerpost i S:t Petersburg förordnades han året därefter till landshövding i Älvsborgs län och upphöjdes 1769 till riksråd. 1772 uteslöts han av det då segrande Mösspartiet ur rådet. Han inkallades ånyo på sin gamla plats av Gustav III efter revolutionen 1772. 1771 hade Posse utnämnts till greve, men tog aldrig introduktion på riddarhuset som sådan. Den grevliga ätten slöts 1818 av hans son Nils Posse.

## Familj
Posse var gift med sin släkting, grevinnan Beata Kristina Posse, som var dotter till Arvid Posse. Han var far till Nils Posse född 1739.